# Struga, Severna Makedonija
Struga (makedonsko Струга, albansko Strugë) je mesto z okoli 16.000 prebivalci v skrajnem jugozahodnem delu Severne Makedonije ob Ohridskem jezeru, zgrajeno na začetku oziroma obeh bregovih reke Črni Drim, kjer ta odteka iz jezera. V okolici mesta je veliko sadovnjakov, vinogradov in njiv s povrtninami. Zaledje mesta predstavljata planini Jablanica in Karaorman z gozdovi, potoki, ledeniškimi jezeri, vasmi in zgodovinskimi spomeniki. Kraji v okolici Struge so turistično zanimivi. Bližina Ohridskega jezera daje temu mestu svoj pečat.
Tu se vsako leto organizira mednarodna kulturna manifestacija Struški večeri poezije.
V mestu je skupina albanskih separatistov 6. aprila 1992 razglasila Republiko Ilirido.